# Salo ekonomiska region
Salo ekonomiska region (finska: Salon seutukunta) är en av ekonomiska regionerna i landskapet Egentliga Finland i Finland. 
Folkmängden i Salo ekonomiska region uppgick den 1 januari 2013 till 64 087 invånare, regionens  totala areal utgjordes av 2 866 kvadratkilometer och landytan utgjordes av 2 654  kvadratkilometer. I Finlands NUTS-indelning representerar regionen nivån LAU 1 (f.d. NUTS 4), och dess nationella kod är 022.

## Förteckning över kommuner
Salo ekonomiska region består av följande två kommuner:
- Salo stad
- Somero kommun